# Private Music
Private Music (с англ. — «Приватная музыка») — предстоящий десятый студийный альбом американской альтернативной метал-группы Deftones. Альбом выйдет 22 августа 2025 года на лейблах Reprise Records и Warner Bros. Records. Ему предшествовал выход синглов «My Mind Is a Mountain» и «Milk of the Madonna». Продюсером альбома стал Ник Раскулинец, который ранее работал над альбомами группы Diamond Eyes (2010) и Koi No Yokan (2012). Private Music станет первым альбомом Deftones за пятнадцать лет записанный без басиста Серхио Веги и их первым студийным альбомом после Ohms (2020), что делает его самым продолжительным перерывом между двумя альбомами группы.

## Предыстория и запись
В апреле 2024 года Чино Морено рассказал KROQ, что группа завершила работу над бо́льшей частью своего десятого студийного альбома. Он сказал, что весь альбом записан инструментально, но вокал ещё предстоит записать.
Согласно официальной биографии группы на Spotify, помимо Карпентера, Каннингема, Делгадо и Морено, в записи альбома принял участие гастролирующий басист Фред Саблан.

## Выпуск и продвижение
10 июля 2025 года они анонсировали свой десятый студийный альбом Private Music, который должен выйти 22 августа 2025 года. Главный сингл альбома «My Mind Is a Mountain» был выпущен в тот же день.  Второй сингл альбома «Milk of the Madonna» был выпущен 8 августа 2025 года.

## Список композиций[10]
Все тексты написаны Чино Морено, вся музыка написана группой Deftones.
| №                   | Название                         | Длительность |
| ------------------- | -------------------------------- | ------------ |
| 1.                  | «my mind is a mountain»          | 2:50         |
| 2.                  | «locked club»                    | 2:52         |
| 3.                  | «ecdysis»                        | 3:28         |
| 4.                  | «infinite source»                | 3:32         |
| 5.                  | «souvenir»                       | 6:10         |
| 6.                  | «cXz»                            | 3:12         |
| 7.                  | «i think about you all the time» | 4:08         |
| 8.                  | «milk of the madonna»            | 4:08         |
| 9.                  | «cut hands»                      | 3:01         |
| 10.                 | «~metal dream»                   | 3:02         |
| 11.                 | «departing the body»             | 5:59         |
| Общая длительность: | Общая длительность:              | 42:22        |

## Участники записи
Deftones
- Чино Морено — вокал
- Стивен Карпентер — гитара
- Фред Саблан — бас-гитара
- Фрэнк Делгадо — клавишные
- Эйб Каннингем — барабаны

Производственный персонал
- Ник Раскулинец — продюсер